# Dancing on Ice
Dancing on Ice – międzynarodowy format telewizyjny typu reality show, oparty na licencji brytyjskich stacji telewizyjnej London Weekend Television i Granada Television. Zadebiutował w styczniu 2006 na kanale ITV Studios jako Dancing on Ice.

## Program za granicą
Własne wersje programu wyprodukowano w krajach, takich jak Australia (Torvill and Dean's Dancing on Ice), Holandia (Sterren dansen op het ijs), Holandia i Belgia (Dancing on Ice), Hiszpania (Estrellas en el hielo: El baile), Niemcy (Dancing on Ice oraz Stars auf Eis), Polska (Gwiazdy tańczą na lodzie), Rosja (Tanci na ldu i Zwiozdy na ldu), Słowacja (Hviezdy na ľade), USA (Skating with Celebrities), Wielka Brytania (Dancing on Ice) czy Włochy (Notti sul ghiaccio).